# بيتر ميتشل
بيتر ميتشل (Peter Mitchell) هو عالم إنجليزي ولد في 29 سبتمبر 1920 في مدينة ساري في إنجلترا ودرس في مدينة كامبريدج وتحصل على الدكتوراه في الكيمياء الحيوية من جامعة كامبريدج سنة 1951. قام بأعمال بحثه التي أثمرت باقتراح الفرضية الكيموأسموزية في بداية الستينات والتي أصبحت نظرية بعد أن تم إثباتها علميا وتحصل على جائزة نوبل عام 1978. توفي العالم ميتشل في 10 أبريل 1992.

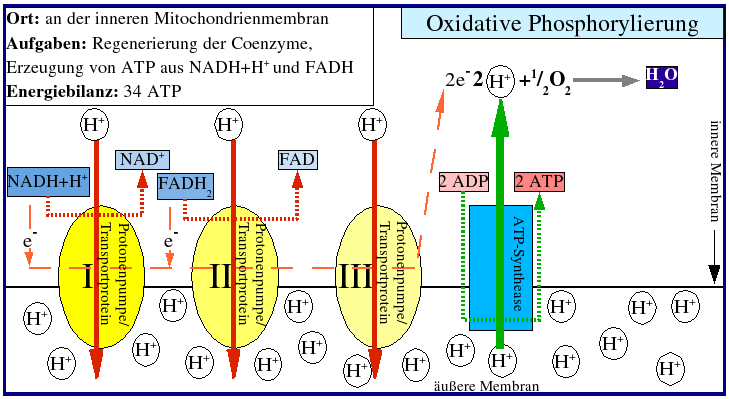
الفسفرة التأكسدية

## روابط خارجية
- بيتر ميتشل على موقع الموسوعة البريطانية (الإنجليزية)
- بيتر ميتشل على موقع مونزينجر (الألمانية)
- بيتر ميتشل على موقع إن إن دي بي (الإنجليزية)